# Statue de Benjamin Franklin (San Francisco)
Pour les articles homonymes, voir Statue de Benjamin Franklin.
Le Benjamin Franklin Memorial, aussi connu sous le nom de Cogswell Historical Monument, est une sculpture extérieure située à Washington Square, à San Francisco, en Californie.

## Description

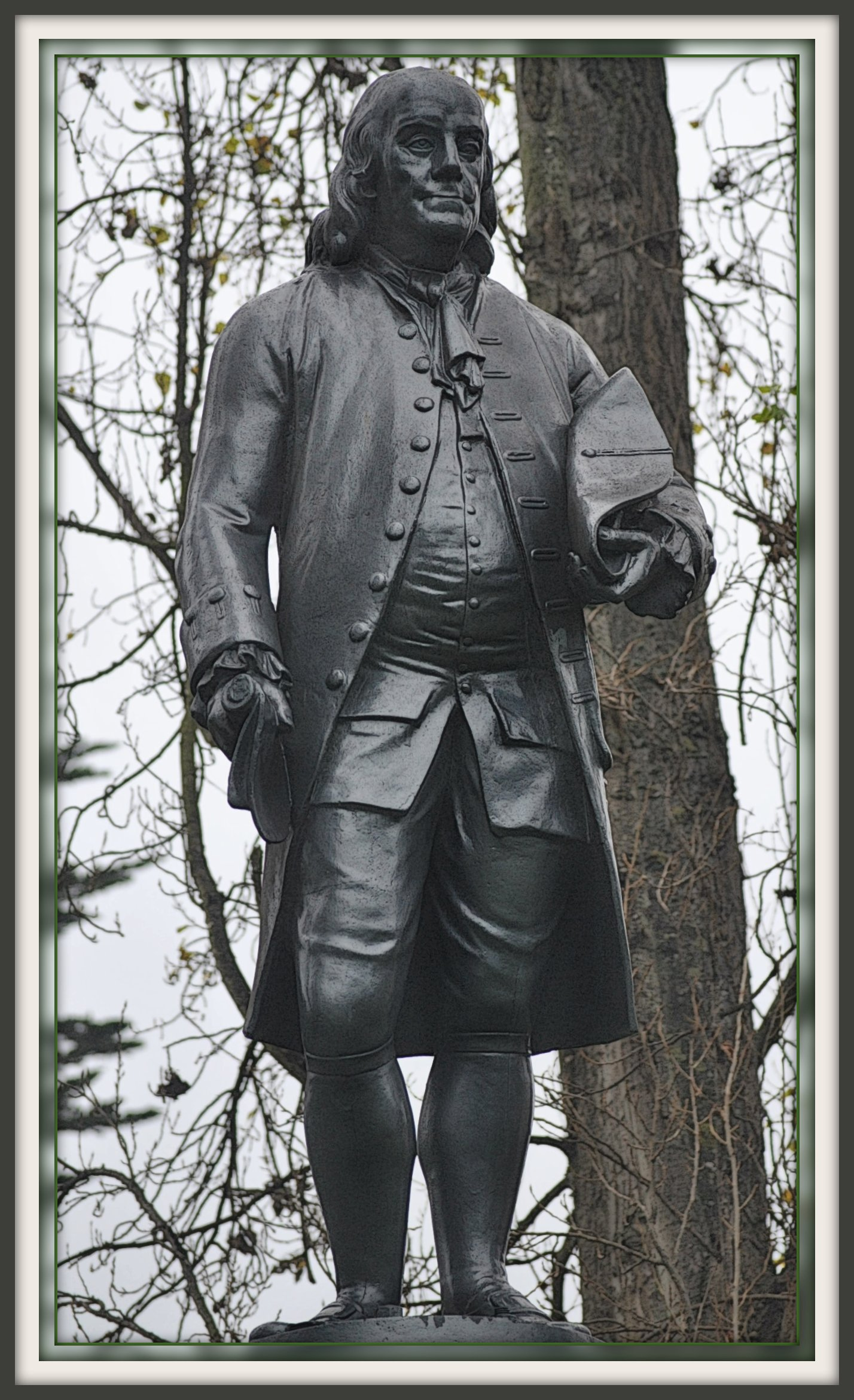
Plan rapproché sur la statue de Ben Franklin à Washington Square, à San Francisco, en décembre 2010.

La statue en bronze plus petite que la taille réelle de Benjamin Franklin (il mesurait 1.75m), par un sculpteur inconnu, se dresse sur une base en granit ornée, qui contient une capsule temporelle. Il y a des inscriptions sur les quatre côtés de la base. Des robinets distribuaient autrefois de l'eau potable dans trois bassins en pierre. Les ergots ont été supprimés.

## Histoire
Créé comme fontaine de tempérance par le croisé Henry D. Cogswell, le monument est installé à l'origine dans Kearny Street et Market Street en 1879. En 1904, il est déplacé à Washington Square.
En 1979, 100 ans après sa création, une capsule temporelle cachée dans le socle de la statue est retirée, puis ouverte. Une nouvelle capsule temporelle, qui devait être ouverte en 2079, est alors installée.

## Dans la culture populaire
La statue est visible derrière Richard Brautigan sur la couverture originale de son roman Trout Fishing in America (en français : "La pêche à la truite en Amérique") de 1967.